# Cayo Cornelio Galo
Cayo Cornelio Galo (en latín, Gaius Cornelius Gallus; Forum Livii, actual Forlì, 70-26 a. C.) fue un poeta, político y militar romano, primer prefecto de Egipto —cargo augústeo equivalente al de procónsul de Egipto— de la historia romana.

## Biografía
Su vida es conocida por autores como San Jerónimo, Suetonio o Dion Casio. Nació en Forlì en Italia (o bien en Fréjus, en la Galia). De origen humilde, pronto se trasladó a Roma, donde se hizo amigo de Virgilio, quien tenía su misma edad y le dedicó uno de sus églogas, en parte por el papel que le cupo en la devolución de su perdido patrimonio. Ya por entonces había empezado a escribir poemas cantando a la actriz de mimos Volumnia Citéride y empezó a dar a conocer sus elegías, a medio camino entre el estilo neotérico y el que después cultivarían sus discípulos, los elegíacos latinos Virgilio, Propercio, Tibulo y Ovidio. Ciertamente entre sus modelos estaban Euforión de Calcis y Partenio de Nicea. 
En el terreno político adoptó la causa de Octavio Augusto; gracias a él entró en el orden ecuestre y fue nombrado jefe de la armada occidental que atacó Egipto desde la costa de Libia. Durante este periodo Galo obtuvo el cargo de praefectus fabrum de Octavio, como cita una inscripción del obelisco que hay en la plaza de San Pedro de la Ciudad del Vaticano. Después fue nombrado el primer praefectus Augustalis, un título equivalente al de procónsul de Egipto, y sofocó una rebelión en Tebas. Allí acabó con los últimos seguidores de los Ptolomeos. Asimismo, estableció relaciones comerciales con Etiopía. Para glorificar sus logros erigió un monumento en Philae, cuya estela trilingüe (en griego, escritura jeroglífica hierática y latín), dice así:
C(aius) Cornelius Cn(aei) f(ilius) Gallu[s eq]ues Romanus post rege[s] / a Caesare d{e}ivi f(ilio) devictos praefect[us Alex]andreae et Aegypti primus defection[is] / Thebaidis intra dies XV quibus hostem v[icit bis a]cie Victor V urbium expugnator Bore[se]/os Copti Ceramices Diospoleos Meg[ales Op]hieu ducibus earum defectionum inter[ce]/ptis exercitu ultra Nili catarhacte[n transd]ucto in quem locum neque populo / Romano neque regibus Aegypti [arma ante s]unt prolata Thebaide communi omn[i]/um regum formidine subcact[a] leg[atisque re]gis Aethiopum ad Philas auditis eoq[ue] / rege in tutelam recepto tyrann[o] T[riacontas]choen(u) unde Aethiopiae constituto di{e}[is] / Patrieis et Nil[o Adiut]ori d(onum) d(ederunt) //
Y se decía que levantó estatuas suyas por todo Egipto e inscribió un registro de sus logros en las mismas pirámides. Pero, una vez Octavio se convirtió en emperador, los recelos del Senado ante la insistencia en realzar sus logros militares, pareja al ocultamiento de su ineficaz administración, provocó su caída en desgracia. Acusado de querer separar Egipto de Roma, el Senado le entabló proceso por alta traición y su antiguo amigo Octavio no pudo o no quiso inmiscuirse en el mismo; fue sustituido en Egipto por Elio Galo, desterrado y, según el historiador romano Dion Casio, se quitó la vida en 26 a. C.
Compuso cuatro libros de elegías en las que cantaba a su dama bajo el nombre de Lícoris; Ovidio (Tristia, IV) lo tenía como el primero cronológicamente hablando de los líricos romanos y poeta muy estimable: Virgilio, en la décima de sus églogas, lo celebra como vate inspirado por Apolo.
Las seis elegías latinas, atribuidas por sus primeros editores a Galo porque se habla en ellas de Lícoris, pertenecen en realidad a Maximiano Etrusco (Maximianus Etruscus: s. VI), un poeta contemporáneo de Boecio. Una séptima elegía, publicada en Florencia por Aldo Manucio en 1590 como obra de Cornelio Galo, hijo de Asinio Polión, se supone con algún fundamento haber sido escrita por un antiguo gramático imitador de Propercio.

## Obras
Escribió cuatro elegías llamadas Amores, principalmente para Lycoris o Licóride (nombre poético de Cytheris, célebre actriz de mimos que era su amante). Se adhirió a los elegíacos neotéricos y sirvió de precedente e inspiración para la elegía subjetiva o personal posterior de Propercio, Tibulo y Ovidio. Cayo Cornelio Galo, a su vez, se inspiró en Euforión de Calcis, cuyos epilios tradujo. También pidió a Partenio de Nicea que le elaborara un compendio o prontuario mitológico, Penas de amor, del cual recurrió a manos llenas en sus obras, de las que queda muy poco, a pesar de su importancia como origen de la elegía amorosa latina: un pentámetro ("uno tellures diuidit amne duas") y un papiro con nueve líneas suyas hallado en 1978 en Ibrim Qasr, en la Nubia egipcia. Partenio de Nicea, en el libro que le encargó, escribió:
Et redit ad nihilum quod nihil ante fuit ("Lo que ha sido antes nada también ha vuelto a la nada").
Galo gozó de buena fama como orador, pero de sus discursos queda aún menos que de sus poesías: solamente dos títulos: In Pollionem e In Alfenum Varum.